# Musique barbare
Pour le roman de Mary Westmacott (alias Agatha Christie), voir Musique barbare (roman).
Albums de Mononc' Serge et Anonymus
L'Académie du massacre
Musique barbare est le deuxième album du groupe Mononc' Serge et Anonymus. Il est sorti le 18 novembre 2008 et comporte 12 morceaux inédits, contrairement à son prédécesseur, L'Académie du massacre, dont la plupart des morceaux sont des reprises déjà parues sur les différents albums de Mononc' Serge.

## Liste des morceaux
| No  | Titre                                                                     | Durée |
| --- | ------------------------------------------------------------------------- | ----- |
| 1.  | Musique barbare                                                           |       |
| 2.  | Le rejet                                                                  |       |
| 3.  | Résistance festive                                                        |       |
| 4.  | Pas pire                                                                  |       |
| 5.  | Woodstock en Beauce                                                       |       |
| 6.  | J'pue pas, j'sens l'punk                                                  |       |
| 7.  | Indigne                                                                   |       |
| 8.  | Un clown pour grand-papa                                                  |       |
| 9.  | René Lévesque                                                             |       |
| 10. | Tout l'monde se crisse de Mononc' Serge                                   |       |
| 11. | Chaque salope cherche un gros cave et chaque gros cave cherche une salope |       |
| 12. | Sous-marin brun                                                           |       |